# La Salle (Santa Cruz de Tenerife)
La Salle es un barrio de la ciudad de Santa Cruz de Tenerife (Canarias, España), que se encuadra administrativamente dentro del distrito de Salud-La Salle. Se encuentra una parte del barrio  a las afueras de la capital tinerfeña . 
Es una área fundamentalmente residencial que se integra en torno a una de las principales vías de acceso y salida de la ciudad. Con la ampliación de la zona de Cabo-Llanos, La Salle se ha convertido en el nexo de unión entre el casco antiguo y el nuevo de Santa Cruz de Tenerife.

## Características
Se trata de un barrio que forma parte de la trama urbana de la ciudad, encontrándose a una distancia de 2,1kilómetros del centro y a una altitud media de 50 m s. n. m. Tiene una superficie de 0,52 km², quedando delimitado al norte por el cauce del barranco de Santos desde el puente de la avenida de La Asunción hasta el de Galcerán, al este por este puente, un tramo de la avenida de San Sebastián y la calle de Los Molinos hasta enlazar con la avenida del Tres de Mayo. Desde aquí, el límite por el sur sigue un tramo la avenida hasta la calle de Núñez de Balboa. Sigue por las calles de Juan Sebastián Elcano, Jorge Manrique, Almirante Díaz Pimienta y Tomé Cano, para seguir luego de nuevo por la avenida del Tres de Mayo. Por el oeste, el límite es el eje de la avenida de los Reyes Católicos hasta el punto de partida.
La Salle posee varios centros de enseñanza —Colegio La Salle San Ildefonso (el cual es considerado uno de los 100 mejores colegios de la España) y Colegio de Educación Especial Nuestra Señora del Carmen—, varias plazas públicas —plza. Los Sabandeños, plza. San Juan Bautista, plza. Poeta Luis Feria,...—, farmacias, comercios, entidades bancarias y cajeros automáticos, bares, una gasolinera y parques infantiles. También se encuentran aquí una comisaría de la Policía Nacional, se encuentra el Parque Don Quijote, así como algunas instituciones públicas como la Oficina de Empleo, la Jurisdicción Social, el Organismo Autónomo de Deportes, la Jefatura Provincial de Tráfico o el Instituto Nacional de Meteorología. La Salle también cuenta con varios aparcamientos subterráneos.
El barrio aglutina varias instalaciones deportivas como el Estadio Heliodoro Rodríguez López, el Pabellón Paco Álvarez, la Piscina Municipal o el Palacio Municipal de Deportes de Santa Cruz de Tenerife.

## Demografía
| Año        | 2005   | 2006   | 2007   | 2008   | 2009   | 2010   |
| ---------- | ------ | ------ | ------ | ------ | ------ | ------ |
| Habitantes | 14.320 | 15.499 | 15.386 | 15.253 | 14.882 | 14.864 |

## Transporte público
El barrio posee paradas de taxi en las calles de Heliodoro Rodríguez López y Fragata Danmark.
En guagua queda conectado mediante las siguientes líneas de Titsa: 
| Línea | Trayecto                                                                                                 | Recorrido                                                                                                   |
| ----- | --- | --- |
| 014   | Santa Cruz - La Laguna (por La Cuesta)                                                                   | Recorrido                                                                                                   |
| 015   | Santa Cruz - La Laguna (Express)                                                                         | Recorrido                                                                                                   |
| 026   | Santa Cruz - La Laguna (por Barrio La Salud y Finca España)                                              | Recorrido                                                                                                   |
| 101   | Santa Cruz - Puerto de la Cruz (por Carretera General)                                                   | Recorrido                                                                                                   |
| 102   | Santa Cruz - Aeropuerto Norte - Puerto de la Cruz (Express)                                              | Recorrido                                                                                                   |
| 105   | Santa Cruz - Punta del Hidalgo (por La Laguna)                                                           | Recorrido                                                                                                   |
| 107   | Santa Cruz - Buenavista del Norte (por Aeropuerto Norte)                                                 | Recorrido                                                                                                   |
| 108   | Santa Cruz - Icod de los Vinos (por Aeropuerto Norte)                                                    | Recorrido                                                                                                   |
| 126   | Candelaria - Guajara (Universidad) - H. U. La Candelaria - Intercambiador                                | Recorrido                                                                                                   |
| 228   | Santa Cruz - Los Campitos (por La Cuesta)                                                                | Recorrido (enlace roto disponible en Internet Archive; véase el historial, la primera versión y la última). |
| 231   | Intercambiador - La Gallega (Directo)                                                                    | Recorrido (enlace roto disponible en Internet Archive; véase el historial, la primera versión y la última). |
| 232   | Santa Cruz - El Cardonal - La Gallega                                                                    | Recorrido Archivado el 10 de abril de 2019 en Wayback Machine.                                              |
| 233   | Santa Cruz - El Cardonal - Finca España                                                                  | Recorrido                                                                                                   |
| 238   | Santa Cruz - San Matías (por Chamberí)                                                                   | Recorrido (enlace roto disponible en Internet Archive; véase el historial, la primera versión y la última). |
| 901   | Intercambiador - B. La Salud - Cuesta Piedra (por vía Bco. de Santos)                                    | Recorrido                                                                                                   |
| 902   | Intercambiador - Plaza Los Patos - Barrio Nuevo                                                          | Recorrido                                                                                                   |
| 903   | Bº La Alegría - Muelle Norte - Ramblas - Chamberí - Cementerio - Moraditas de Taco                       | Recorrido                                                                                                   |
| 904   | Plaza Weyler - Puente Zurita - Bº La Salud - Vuelta Los Pájaros                                          | Recorrido                                                                                                   |
| 905   | Muelle Norte - Barrio de Ofra (Las Retamas)                                                              | Recorrido                                                                                                   |
| 906   | Intercambiador - Barrio La Salud (Cuesta Piedra)                                                         | Recorrido                                                                                                   |
| 908   | Intercambiador - Barrio de Ofra - Las Retamas - Intercambiador                                           | Recorrido                                                                                                   |
| 912   | Intercambiador - Ifara - Los Campitos                                                                    | Recorrido                                                                                                   |
| 920   | Intercambiador - Plaza de España - La Marina - Ramblas - Reyes Católicos - Tres de Mayo - Intercambiador | Recorrido                                                                                                   |
| 921   | Intercambiador - Avenida Reyes Católicos - Intercambiador                                                | Recorrido                                                                                                   |
| 934   | Intercambiador - Taco - Santa María del Mar - Añaza - Intercambiador                                     | Recorrido                                                                                                   |
| 936   | Intercambiador - Añaza - Santa María del Mar - Taco - Intercambiador                                     | Recorrido                                                                                                   |
| 937   | Santa Cruz (Intercambiador) - Taco - Tíncer - Cruce El Sobradillo                                        | Recorrido                                                                                                   |

## Lugares de interés
- Estadio Heliodoro Rodríguez López
- Palacio Municipal de Deportes de Santa Cruz de Tenerife
- Piscina Municipal de Santa Cruz de Tenerife
- Parque Cultural Viera y Clavijo
- Parque Don Quijote
- Avenida de los Reyes Católicos
- Avenida del Tres de Mayo
- Hotel Escuela Santa Cruz****
- Colegio La Salle San Ildefonso
- Organismo Autónomo de Deportes
- Jefatura Provincial de Tráfico
- Instituto Nacional de Meteorología - Centro Meteorológico de Canarias Occidental